# Landkreis Duderstadt

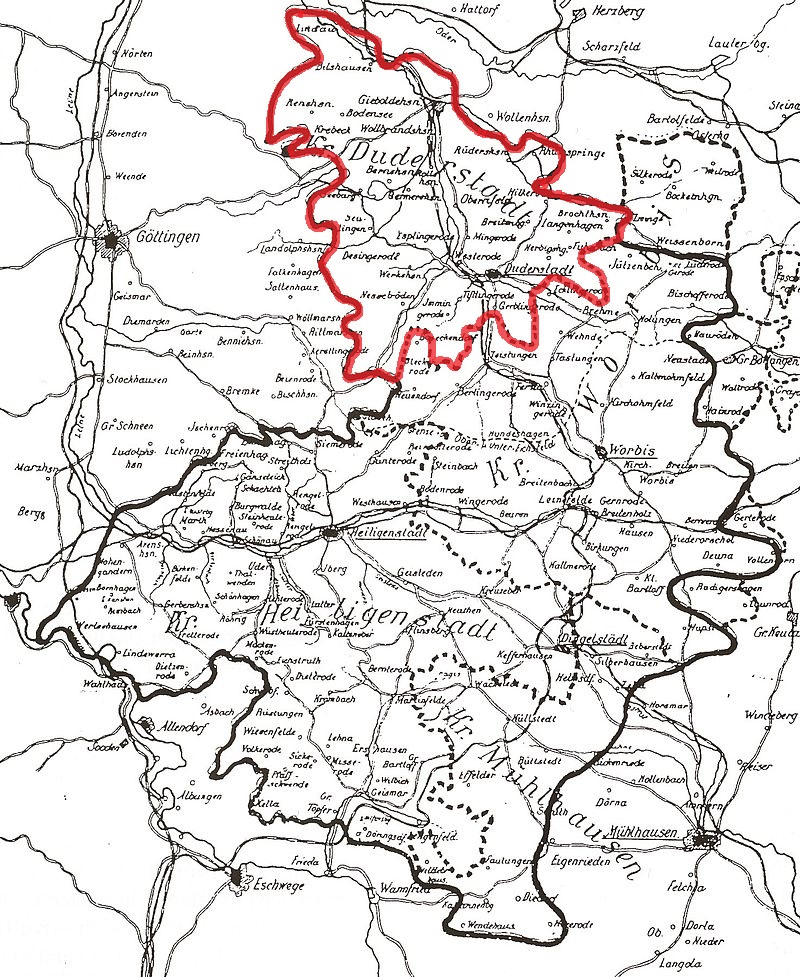
Der Kreis Duderstadt im nördlichen Eichsfeld um 1900

Der Landkreis Duderstadt war eine Selbstverwaltungskörperschaft und untere Verwaltungsbehörde (zuletzt für 29 Gemeinden) mit Duderstadt als Kreisstadt, der am 1. Januar 1973 in den Landkreisen Göttingen und Northeim (nur Gemeinde Lindau) aufging.

## Geographie

### Lage
Der 224 km² große Landkreis lag im südlichen Niedersachsen und umfasste den größten Teil des Untereichsfeldes.

### Nachbarkreise
Der Landkreis grenzte 1972 im Uhrzeigersinn im Nordwesten beginnend an die Landkreise Northeim und Osterode (beide in Niedersachsen), an den Kreis Worbis (in der DDR) sowie an den Landkreis Göttingen (wiederum in Niedersachsen).

## Geschichte
Der Kreis Duderstadt wurde am 1. April 1885 aus dem seit 1867 zu Preußen gehörenden, vormals hannoverschen Amt Gieboldehausen und der Stadt Duderstadt gebildet. Der Kreis wurde Teil des Regierungsbezirks Hildesheim. In Niedersachsen hieß der Kreis Landkreis Duderstadt. Er umfasste 30 (seit 1971 noch 29) Gemeinden und hatte im Jahre 1972 44.184 Einwohner. Als Landräte fungierten bis 1945 preußische Staatsbeamte, die Aufgaben wie beispielsweise die Aufsicht über die kommunale Verwaltung wahrnahmen. Die kommunale Selbstverwaltung übernahm der Kreisausschuss. Landrat und Kreisausschuss waren bis in das Jahr 1946 eigenständige Behörden. Als Verwaltungssitz diente bis 1914 ein Teil des Amtsgerichts, danach wurde der Neubau an der Worbiser Straße 9 für selbige Zwecke in Anspruch genommen. 1946 übernahm man, nach englischem Vorbild, eine neue Kreisverfassung, indem eine Doppelspitze, mit dem Oberkreisdirektor als Wahlbeamten und dem Landrat als Repräsentanten des Kreistages, die Geschäfte führten.
Im Rahmen der kommunalen Gebietsreform in Niedersachsen wurde am 1. Januar 1973 der Landkreis Duderstadt bis auf die Gemeinde Lindau, die in den Landkreis Northeim eingegliedert wurde, mit den Landkreisen Göttingen und Münden zum neu gebildeten Landkreis Göttingen zusammengefasst.

### Bevölkerungsentwicklung
| Jahr | Einwohner |
| ---- | --------- |
| 1885 | 25.115    |
| 1905 | 25.380    |
| 1925 | 27.439    |
| 1933 | 29.022    |
| 1939 | 28.444    |
| 1946 | 40.091    |

| Jahr | Einwohner |
| ---- | --------- |
| 1950 | 43.102    |
| 1956 | 38.158    |
| 1961 | 38.713    |
| 1970 | 41.266    |
| 1971 | 41.200    |

## Politik

### Landräte

#### Landräte/Oberkreisdirektoren als Leiter der Kreisverwaltung
- 1885–1900 Karl von Oven
- 1900–1917 Christian Karl von Byla
- 1917–1927 Hans von Oldershausen
- 1927–1933 Reinhold Schuster
- 1933–1944 Max Heinemann
- 1944–1945 Hermann Kratzin
- 1945–1946 Carl Goldmann
- 1946–1947 Wilhelm Schell, Oberkreisdirektor
- 1948–1967 Matthias Gleitze, Oberkreisdirektor
- 1968–1972 Walter Thöne, Oberkreisdirektor

#### Landräte nach 1946 als Vorsitzende des Kreistages
- 1946 Carl Goldmann
- 1946–1963 Karl Diedrich
- 1963–1972 Willi Döring

### Wappen

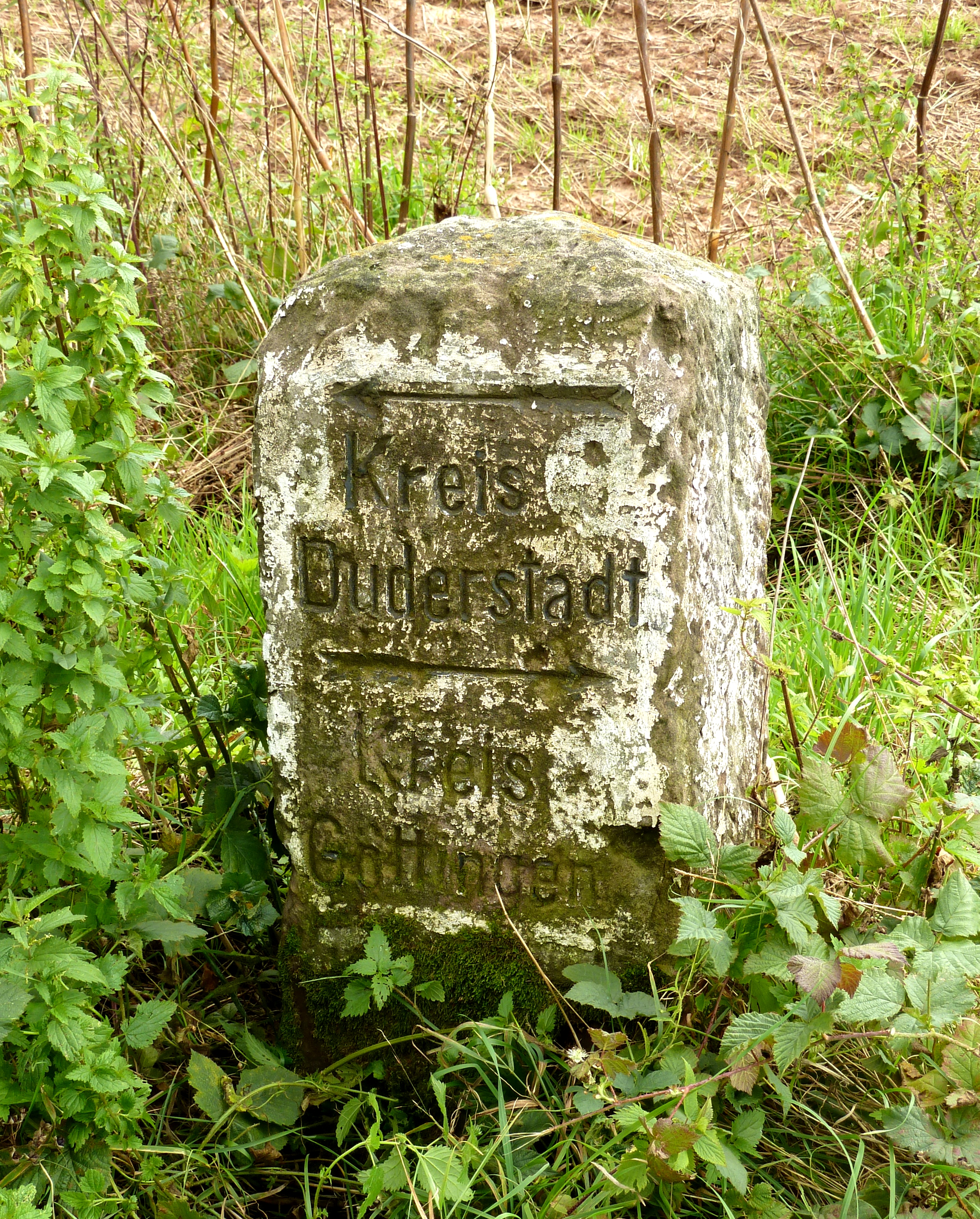
Grenzstein an der ehemaligen Landkreisgrenze

| Wappen von Landkreis Duderstadt | Blasonierung: „Geteilt von Rot und Silber (Weiß); oben ein springendes silbernes (weißes) Pferd, unten ein sechsspeichiges rotes Rad, begleitet von je einem grünen Tabakblatt.“ |
| Wappen von Landkreis Duderstadt | Wappenbegründung: Das vom Heraldiker Otto Rössler entworfene und vom niedersächsischen Ministerium des Inneren am 27. Mai 1950 genehmigte Wappen zeigt das Niedersachsenross und das Kurmainzer Rad. Beide Symbole stehen für früheren Zugehörigkeiten. Die Tabakblätter erinnern an den Tabakanbau im 19. Jahrhundert im Kreisgebiet. |

## Gemeinden
Die Gemeinden des Landkreises Duderstadt waren (Einwohner am 6. Juni 1961):
| - Bernshausen (394) - Bilshausen (2162) - Bodensee (576) - Breitenberg (867) - Brochthausen (631) - Desingerode (497) - Duderstadt, Stadt (10.709) - Esplingerode (203) - Fuhrbach (898) - Gerblingerode (1162) | - Germershausen (360) - Gieboldehausen (2927) - Hilkerode (1397) - Immingerode (445) - Krebeck (566) - Langenhagen (729) - Lindau (2070) - Mingerode (1164) - Nesselröden (1780) - Obernfeld (926) | - Renshausen (418) - Rhumspringe (1811) - Rollshausen (719) - Rüdershausen (1071) - Seeburg (731) - Seulingen (1099) - Tiftlingerode (595) - Werxhausen (427) - Westerode (741) - Wollbrandshausen (648) |

Westerode wurde am 1. Februar 1971 in die Stadt Duderstadt eingegliedert.

## Kfz-Kennzeichen
Am 1. Juli 1956 wurde dem Landkreis bei der Einführung der bis heute gültigen Kfz-Kennzeichen das Unterscheidungszeichen DUD zugewiesen. Es wurde bis zum 7. März 1973 ausgegeben. Aufgrund der Kennzeichenliberalisierung ist es seit dem 15. November 2012 im Landkreis Göttingen erhältlich. Ausgenommen ist die Kreisstadt, welche über eine eigene Zulassungsstelle verfügt.